# Kemerovo
Kemerovo (oroszul: Кемерово) város Oroszország ázsiai részén, Nyugat-Szibériában, a Tom folyó mellett. A Kemerovói terület székhelye, Szibériában a szénfeldolgozó vegyipar egyik legnagyobb bázisa. 
Lakossága: 532 981 fő (a 2010. évi népszámláláskor).

## Fekvése, éghajlata
A Kuznyecki-medence közepén, a Kuznyecki-szénmedence északi részén, a Tom folyó középső szakaszánál, mellékfolyója, az Iszkityim torkolatánál helyezkedik el. A városközpont a bal parton alakult ki, a Tom két partját egy vasúti és két közúti híd köti össze. A városnak öt belső kerülete és további öt úgynevezett lakókerülete van. 
A Kuznyecki-medence felszíne hullámos, enyhén felszabdalt dombvidék. Fő ásványkincse a feketeszén, Kemerovo környékén szénbányák és külszíni fejtések működnek. A hegyekkel körülzárt, csak észak felé nyitott medence éghajlata kontinentális. A tél hideg és meglehetősen száraz, a nyár nem nagyon meleg. Kemerovóban a januári középhőmérséklet –18 °C, a júliusi 20 °C.  A csapadék mennyisége éves átlagban 420 mm.

## Történeti áttekintés
A tobolszki történész-geográfus, Szemjon Remezov 1701-ben készített térképén az (akkor még névtelen) Iszkityim folyó torkolatánál egy apró település, Scseglovo látható. A Tom folyón erre hajózó orosz bárkáról 1721-ben, közvetlenül a vízparton vastag szénréteget fedeztek fel, értesítették is róla a moszkvai illetékes kollégiumot. A szén kitermelése azonban csak jóval később kezdődött el: 1907-ben itt nyitották meg a Kuznyecki-medence első szénbányáját.
A mai város helyén 1859-ben hét lakott hely volt, köztük a bal parti Scseglovo és a jobb parti Kemerovo falu. Scseglovo 1918-ban Scseglovszk néven járási (ujezd) székhely és város lett, később hozzácsatolták a szomszédos bányásztelepüléseket is. Nevét 1932-ben Kemerovóra változtatták. 
1922–1927 között külföldi (amerikai, holland) munkások és szakemberek részvételével úgynevezett autonóm ipari kolónia működött a város és a medence területén. A fellendülő szénbányászat és szénfeldolgozás, az 1930-as évektől a kokszra épülő vegyipar képezte azt a gazdasági alapot, amelyen Kemerovo félmilliós nagyvárossá fejlődött. 1943-ban a Kemerovói terület közigazgatási központja lett.
A város ekkor még jobbára földszintes faházakból, barakkokból, elhanyagolt utcákból állt. A későbbi fejlesztések során megváltozott a városkép, kiépültek a közművek, több lakókerületet is kialakítottak. 1979-ben magyar közreműködéssel új, akkor korszerűnek tartott lakótelep (mikrorajon) építését kezdték meg a Lenin-kerületben, melyet Salgótarjánról neveztek el.
2018. március 25-én tragikus tűzvész pusztított Kemerovó Zimnyaja Visnya ('téli meggy') nevű szórakoztató- és bevásárlóközpontjában. Nem végleges adatok szerint a tragédiának 64 halott és 59 nyomtalanul eltűntként nyilvántartott áldozata volt, köztük nagyon sok gyermek.

## Gazdaság, közlekedés

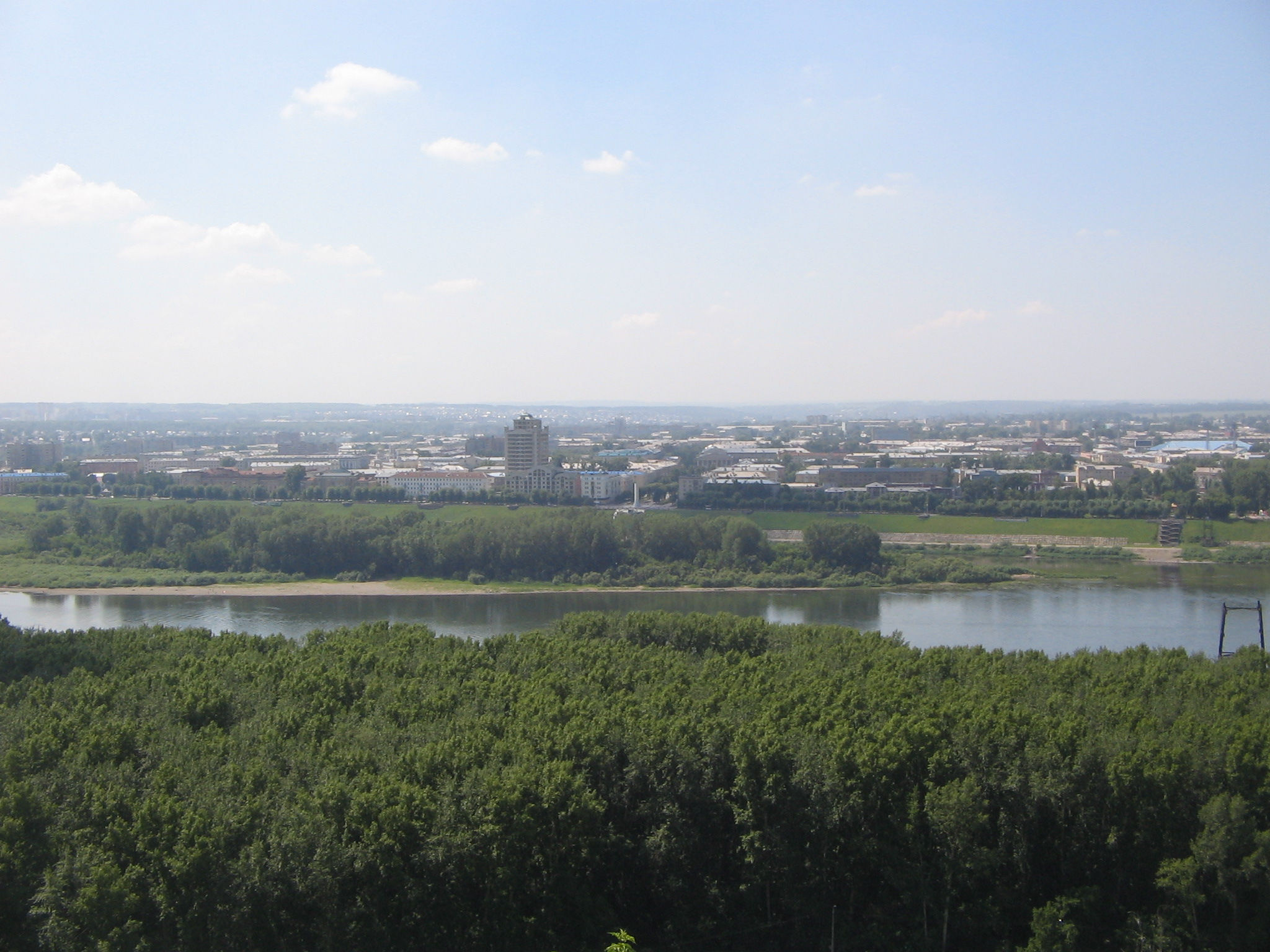
A város látképe

Kemerovo a Novokuznyecki-medence egyik legnagyobb nehézipari központja. Szénbányászata, jelentős részben szénre épülő vegyipara országos jelentőségű. A városban van a székhelye a Kemerovói terület szénbányáit, külszíni fejtéseit összefogó konszernnek (Kuzbasszrazrezugol). A kitermelt szén mennyiségét tekintve ez az ország második legnagyobb gazdasági társasága. A feketeszenet energetikai célra, koksz- és vegyi termékek gyártására használják fel. A város hőerőművei is szénnel működnek. Jelentős a gépipar, korábbi súlyából sokat veszített a textilipar. Kiemelkedő jelentőségű iparvállalatok:

### Kohászat
- A kohászat óriásvállalata, a kemerovói Koksz Részvénytársaság a korábbi válságos évek után 2010-ben már teljes kapacitással működött. A gyár története 1924-ben indult: Szibériában itt kezdődött el a helyi szénbányák termelésére alapozott kokszgyártás. A Kemerovói Kokszkémiai Gyárat 1992-ben Koksz néven részvénytársasággá alakították. Termékeit Oroszország nagy kohászati kombinátjai használják fel. Éves kapacitása három millió tonna koksz, kohókokszon kívül kőszén-gyantát és benzolt állít elő. Az azonos nevű Koksz-holdinghoz tartozik.

### Vegyipar

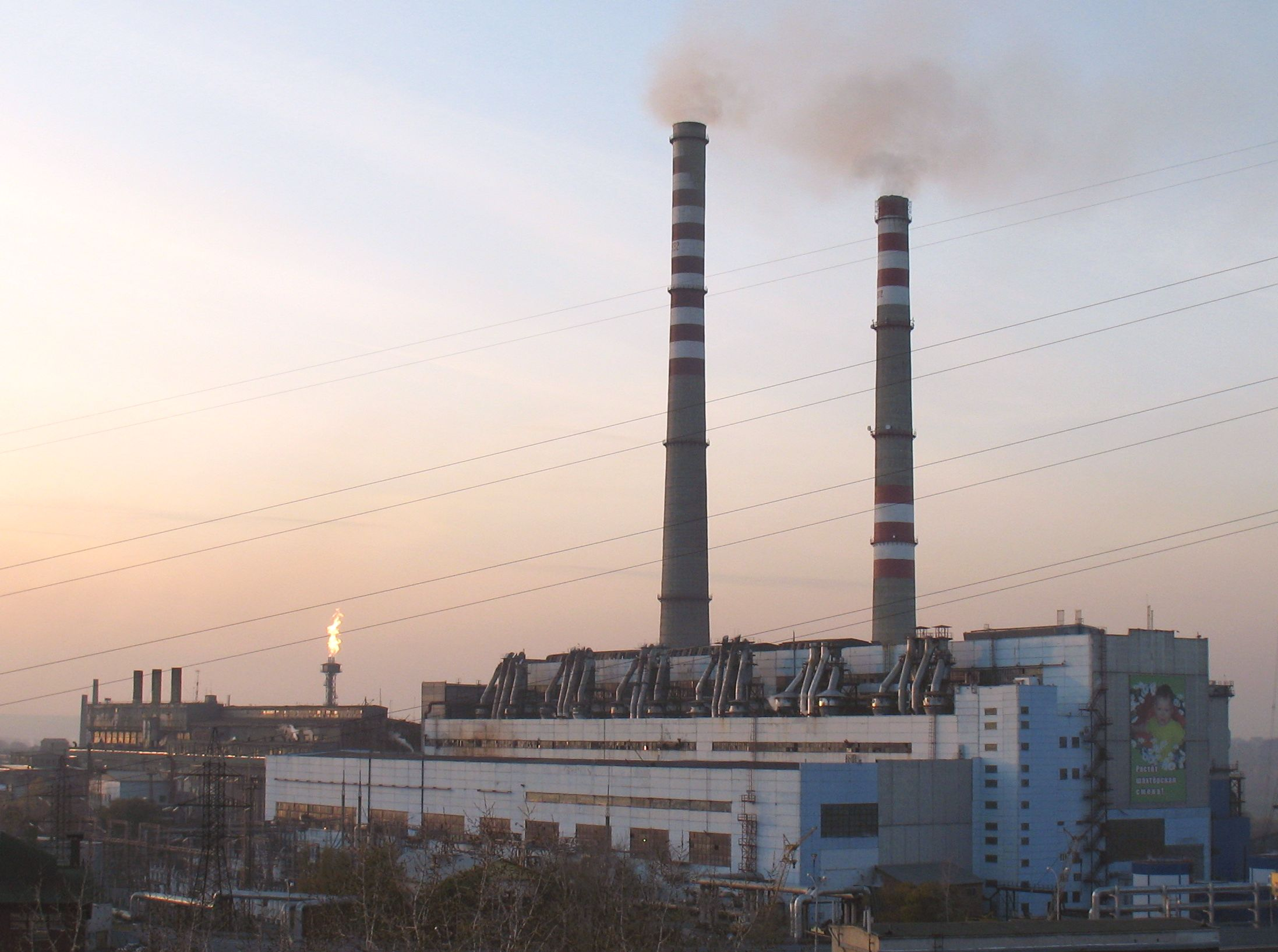
Hőerőmű Kemerovóban

- Azot. Korábbi neve (1975-ig): Novokemerovói Vegyikombinát. A kemerovói vegyipar legnagyobb vállalata, a SZIBUR-holding része.
- Himprom. Nyugat-Szibéria első igazán nagy vegyipari vállalata volt, nitrogénműtrágyát gyártott. 1938-ban létesítették, 1975-ben nevét Himprom-ra változtatták (az orosz himicseszkaja promislennoszty, vagyis 'vegyipar' rövidítése). Klórt és klóros termékeket, különféle oxidokat (pl. propilén-oxidot), marószódát (nátrium-hidroxid), polietilén termékeket, gépkocsiknál használt számos vegyi terméket (pl. fékolajat) állít elő. 2011-ben kezdték meg a kalcium-klorid gyártását. Ezt az anyagot széles körben alkalmazzák, például utak síkosságmentesítésére, vízpára eltávolítására, cementhez és élelmiszerekhez adalékanyagként használják.
- Tokem. Korábbi neve: Karbolit. 1941 decemberében a német támadás miatt Orehovo-Zujevo város Moszkvai terület „Karbolit” nevű gyárát keletre, Kemerovóba telepítették. Fenol-formaldehid gyantákon alapuló műanyagokat készített a hadiipar számára, később más vegyi termékeket, 1977-től formalint is gyártott. 1991-ben Tokem néven részvénytársasággá alakult, 2004-ben kft lett. Ioncserélő gyantákat, fenol-formaldehid gyantákat, kötőanyagokat, lakkokat állít elő.
- Himvolokno (teljes nevén: Himvolokno AMTEL-Kuzbassz). Fő profilja: kordszövet gyártása a gumiabroncs-ipar céljaira.
- Polimer. Polietilén fóliákat és csomagolóanyagot, polietilén csöveket készít.
- Vika. Az 1995-ben alapított agrokémiai gyár acetont, oldószereket, valamint talajjavítókat, növényvédőszerek gyárt, lakossági fogyasztók számára is.

### Gépipar
- Az Altajvagon részvénytársaság leányvállalataként működő vagongyár, (korábbi nevén: Kemerovohimmas) vegyipari gépek gyártására szakosodott. 2008-ban átszervezték, vegyipari profilját részben megtartotta. Vegyi termékek, cseppfolyósított propán-bután gáz szállítására alkalmas vasúti tartálykocsikat, konténer-ciszternákat, földbe süllyeszthető tartályokat gyártanak.
- A Kemerovói Mechanikai Gyárat 1929-ben alapították mechanikai üzemként. 1943-ban a hadiipari számára kezdett termelni. Mezőgazdasági gépekhez, bányagépekhez, szállítóeszközökhöz készít részegységeket, alkatrészeket.
- A KORMZ (rövidítés) szintén gépgyártó vállalat. 1965-ben alapították, akkor még építőipari gépek gyártására. Profilja: többfunkciós útkarbantartó gépek, földgyalura, traktorra szerelhető úttisztító, locsoló, hómaró és egyéb berendezések városi (kommunális) használatra.
- Elektromotor gyár (Kuzbassz-Elektromotor). 1941-ben Harkovból telepítették át Kemerovóba. Porban, gázban működtetett rakodó- és bányagépekhez, szellőzőberendezésekhez speciális motorokat, valamint vegyipari és kőolajfeldolgozó-ipari gépekhez robbanásbiztos aszinkron motorokat gyárt.

### Könnyűipar
- Orton. A SZIBUR olajvegyészeti holdinghoz tartozik. Az 1971-ben alapított vállalat sokáig selyemszöveteket gyártott. A Szovjetunió felbomlása után – az ország textilgyáraihoz hasonlóan – válságos éveket élt át. 2010-ben végleg felhagytak a selyemszövet gyártásával. Új profilja: geoszintetikus anyagok: geotextíliák, georácsok, geohálók készítése. Termékeit földmunkáknál utak, töltések, tározómedencék, földgáz távvezetékek építéséhez használják fel.

### Építőanyagipar
- Szibirszkij Cement. A vállalatcsoportnak a kemerovói és a kb. 25 km-re fekvő Topki városi cementgyáron kívül Irkutszkban és Krasznojarszkban is vannak cementgyárai. Székhelye Kemerovo.

### Közlekedés
1940-ben nyílt meg az első villamos-, 1970-ben az első trolibuszjárat. Napjainkban a városnak öt villamos- és tíz trolibuszvonala van, de a legfontosabb közlekedési eszköz hetven járatával az autóbusz.
Kemerovo a Jurga állomásnál leágazó vasúti szárnyvonallal kapcsolódik – Topki állomáson át – a transzszibériai vasútvonalhoz. Ugyanez a szárnyvonal vezet tovább délre a medence legnépesebb városához, Novokuznyeckhez.
A Tom folyó három hídja közül a Kuznyecki-híd 2006-ban készült el, ezen át vezet az M-53-as jelzésű Moszkva–Novoszibirszk–Irkutszk autópálya.
A nemzetközi státusú repülőtér a városközponttól 11 km-re van, két terminálja közül az egyik a belföldi, a másik a nemzetközi légiközlekedést szolgálja.

## Kultúra, felsőoktatás

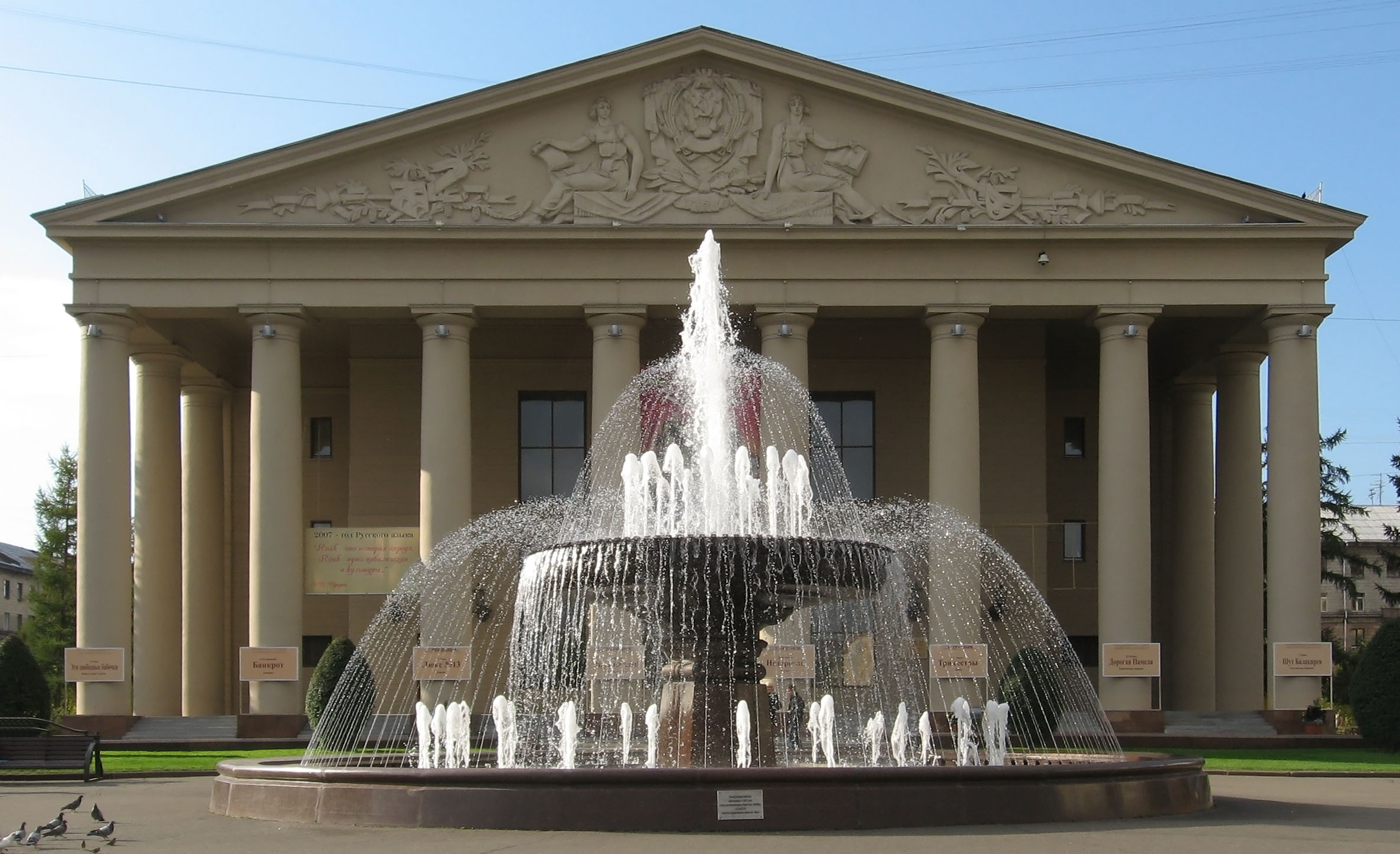
A Lunacsarszkij Színház épülete

A helytörténeti múzeumot 1929-ben alapították, 1943 óta a Kemerovói terület központi múzeuma, helytörténeti módszertani központja. A múzeum három, egymástól távolabb álló épületben kapott helyet. Állandó kiállítása négy tematikus részre tagolódik: természetraj; 1917 előtti és kortárs történelem; háborús történelem; A. N. Kircsanov emlékmúzeum a festő egykori műtermében. Több gyűjteménye mellett külön kollekció őrzi a Kemerovói terület kormányzója, A. G. Tulejev által 1997 óta kapott ajándéktárgyakat.
Az 1969-ben alapított kemerovói képtárat 1991-ben szépművészeti múzeummá szervezték át. A múzeum nem csak a képzőművészet, hanem az iparművészet és a népművészet alkotásait is gyűjti és kiállításon mutatja be.
A Krasznaja Gorka (Vörös Domb) nevű szabadtéri múzeumot 1991-ben hozták létre a régi szénbánya területén, a Tom folyó meredek partján. A szénmedence és a bányászat helyi történetének emlékeit mutatja be. 2007-ben itt ünnepelték a kemerovói bánya megnyitásának centenáriumát.
A Lunacsarszkij Drámai Színház 1934-ben tartotta első bemutatóját. Sok más mellett bemutatta Katona József Bánk bán-ját is a Szovjetunióban 1979-ben rendezett Magyar Dráma Fesztiválja alkalmából; a darabot Nógrádi Róbert állította színpadra.
Kemerovóban több felsőfokú tanintézet működik, köztük három egyetem:
- Kemerovói Állami Egyetem. Elődjét, a tanítóképzőt 1949-ben alapították. 1974 óta működik egyetemként; tizenkét kara, 70 tanszéke van. Központi intézményein kívül öt kihelyezett tagozata működik a Kemerovói terület különböző városaiban.

Az egyetem intézménye a Szibériai Régészeti, Néprajzi és Ökológiai Múzeum. A gyűjtőmunka az 1970-es évek közepén kezdődött, egyik kezdeményezője az ismert régész-professzor, A. I. Martinov volt. A tanszékek önálló gyűjteményeit 1997-ben egyesítették. Összes gyűjteményei több mint 310 000 darab tárgyat, dokumentumot, fotót, stb. őriznek. Állandó kiállítása két nagy részből áll: 1) Dél-Szibéria régészete és néprajza; 2) Szibéria természetrajza és ökológiája.
- Kemerovói Állami Kulturális és Művészeti Egyetem.
- Kuzbasszi Állami Műszaki Egyetem. 1950-ben bányászati főiskolaként alapították, 1993 óta egyetem. 1995-ben a bányászati karon geológiai múzeumot hoztak létre, ez 2002-ben az egyetem önálló részlege lett.

A város székesegyházát 1989-ben kezdték építeni, alapkővét 1989 decemberében szentelték meg. Az Istenanya a Jel- (Znamenszkij-) székesegyházat 1996-ban II. Alekszij pátriárka szentelte föl.

## Közigazgatás
A képviselőtestület (városi tanács) 35 főből áll. 
A polgármester Vlagyimir Vasziljevics Mihajlov. A Szovjetunió felbomlásától kezdve áll a város élén. 2008 márciusában további öt évre polgármesternek választották.

## Testvérvárosok
- Salgótarján, Magyarország